# 개미슈퍼
개미슈퍼는 서울특별시 용산구 서계동에 있는 유서 깊은 동네 식료품점이다. 1900년대부터 계속 운영되었으며, 도시의 관광 명소가 되었다. 2018년에는 서울특별시청으로부터 역사적인 사업체인 오래가게로 지정되었다.
이 가게는 한때 주변 지역의 봉제 산업에 종사했다. 2000년대 봉제 산업이 쇠퇴한 후 가게의 전망도 어두워졌다. 그러나 2010년대부터 한국을 방문하는 외국인 관광객들에게 인기 있는 관광 명소가 되었다고 한다. 근처 벽에는 가게 주인이 방문객들과 함께 찍은 수많은 사진이 전시되어 있다. 서울시는 또한 이 가게를 근처 서울역에서 출발하는 도보 여행 코스의 일부로 만들고, 가게를 장식하고 외국인 방문객을 맞이하는 데 도움을 주었다.
2017년 기준, 가게의 주인은 차효분이다. 차효분은 이 지역에서 태어나 슈퍼마켓 바로 건너편에 살았고, 이 가게를 방문하며 자랐다. 그녀는 이 가게를 소유한 다섯 번째 사람이다. 그녀의 친절함과 방문객들과 사진을 찍어 게시하는 습관이 관광객과 현지인 모두에게 이 가게가 사랑받는 중요한 이유라고 한다.

## 같이 보기
- 오래가게